# Pseudodiploexochus silvavagans
Pseudodiploexochus silvavagans är en kräftdjursart som först beskrevs av Barnard 1958.  Pseudodiploexochus silvavagans ingår i släktet Pseudodiploexochus och familjen Armadillidae. Inga underarter finns listade i Catalogue of Life.